# Кородешть
Кородешть, Кородешті (рум. Corodești) — село у повіті Васлуй в Румунії. Входить до складу комуни Гергешть.
Село розташоване на відстані 257 км на північний схід від Бухареста, 20 км на південний захід від Васлуя, 70 км на південь від Ясс, 129 км на північ від Галаца.

## Населення
За даними перепису населення 2002 року у селі проживали 304 особи, усі — румуни. Усі жителі села рідною мовою назвали румунську.